# SAL Luftverkehr
Die SAL Luftverkehrsgesellschaft mbH war eine von 1991 bis 1995 bestehende Luftverkehrsgesellschaft mit Sitz in Leipzig.

## Geschichte
Die erste sächsische Airline wurde am 5. April 1991 als GmbH durch den Leipziger Musiker (Gruppe Soft) und Unternehmer Uwe Böhme gegründet. Sie trug zunächst den Namen „SAL Nahluftverkehrsgesellschaft mbH“. Da „Nahluftverkehrsgesellschaft“ eher mit Rundflügen über Leipzig als mit europaweitem Linienverkehr in Verbindung gebracht wurde, ließ man das „Nah-“ weg und benannte die Firma in „SAL Luftverkehrsgesellschaft mbH“ um, eingetragen im Handelsregister des Amtsgerichtes Leipzig unter der Nr. 3413.
Franz Josef Lennefer, ehemaliger Inhaber der Roland Air und zu diesem Zeitpunkt im Ruhestand, agierte übergangsweise als Flugbetriebsleiter, erledigte das komplexe Zulassungsverfahren und importierte die ersten drei Flugzeuge aus den USA. Er kaufte im Auftrag der SAL zwei Cessna 172 Skyhawk und eine Cessna 421 Golden Eagle, die Böhme aus seinem Privatvermögen finanzierte. Lennefer überführte die Maschinen aus den USA selbst und erledigte auch für die Flugzeuge das deutsche Zulassungsverfahren.
Am 6. März 1991 wurde die SAL mit der ersten Landung der Cessna 421 (Luftfahrzeugkennzeichen: D-ISAL), die von Lennefer geflogen wurde, und einem Festakt auf dem Flughafen Leipzig-Halle feierlich eröffnet. Unter den 300 geladenen Gästen befanden sich unter anderem Wolfgang Hesse (Direktor des Flughafens Leipzig-Halle), Hinrich Lehmann-Grube (Oberbürgermeister der Stadt Leipzig), die Leipziger Popgruppe Die Prinzen sowie weitere Vertreter des Landes.
Die ersten Piloten der SAL wurden von der ehemaligen staatlichen Fluggesellschaft der DDR, der Interflug, übernommen. Anfangs verdiente die SAL ihr Geld mit Rundflügen über Leipzig sowie Bedarfsluftverkehr. Einer der ersten Fluggäste der SAL war am 10. April 1991 der Gewandhauskapellmeister Kurt Masur, der zu einem Konzert nach London flog.
Mitte 1991 akquirierte Böhme einen Auftrag vom Volkswagen-AG-Werk in Mosel über täglichen Werksverkehr zwischen Braunschweig und Altenburg, für den er allerdings ein größeres Flugzeug benötigte. Die Entscheidung fiel auf eine gebrauchte Fairchild Swearingen Metro II mit 19 Sitzplätzen, die vom Nürnberger Flugdienst übernommen wurde. Der Kapitalbedarf für dieses Flugzeug betrug 1.000.000 DM, die durch die Hausbank der SAL, der Commerzbank, über die Kreditanstalt für Wiederaufbau und über das ERP-Sondervermögen finanziert werden sollten. Die Commerzbank lehnte den Kreditantrag mit der Begründung ab, dass Böhme nicht qualifiziert genug sei. Böhme, der die Entscheidung der Commerzbank weder verstehen konnte noch akzeptieren wollte, setzte sich mit den Medien in Verbindung, die über seine Situation berichteten. Horst W. Urban, damaliger Vorstandsvorsitzender der Continental AG, las den Artikel über Böhmes SAL in der Frankfurter Allgemeine. Urban setzte sich daraufhin mit Böhme in Verbindung und vereinbarte einen gemeinsamen Termin bei der Commerzbank Leipzig. Urban, der von Böhmes Geschäftssinn überzeugt war, bestand darauf, dass die Commerzbank das Flugzeug finanziert. Die Commerzbank willigte ein, unter der Bedingung, dass Urban sich zu 50 % an der SAL beteilige.
In den folgenden Jahren erweiterte die SAL ihre Flotte um weitere Fairchild Swearingen Metroliner und startete im öffentlichen Linienverkehr z. B. auf den Strecken Erfurt-München-Erfurt oder Leipzig-Köln-Leipzig. Die SAL flog unter dem ICAO-Code SXN. Anfang 1993 eröffnete die SAL mit einer von Eurowings geleasten Avions de Transport Régional ATR 42 die Strecke Leipzig-Dresden-Budapest-Dresden-Leipzig. Die SAL verfügte zu ihrer Hochzeit über sechs Fairchild Swearingen Metroliner, eine bauähnliche Fairchild Swearingen Merlin, eine Cessna 421, zwei Cessna 172 und beschäftigte mehr als 80 Mitarbeiter.
1993 verkaufte die SAL ihre komplette Flotte sowie Personal und Streckenrechte an die in Erfurt neu gegründete TAL Thuringia Airlines, deren Gesellschafter zu 50 % aus der SAL Luftverkehrsgesellschaft mbH und zu 50 % aus der BSF Berliner Spezialflug bestanden und zu deren Geschäftsführer Uwe Böhme bestellt worden war. Die SAL behielt lediglich eine Fairchild Swearingen Metroliner mit dem Kennzeichen D-IESS, um weiterhin den Werksvertrag mit der Volkswagen AG erfüllen zu können.
1994 verkaufte die SAL Luftverkehrsgesellschaft mbH ihren letzten verbliebenen Metroliner an die Hahn Air GmbH & Co. KG inklusive des bestehenden Werksvertrags mit der Volkswagen AG. Da das Luftfahrt-Bundesamt Bedenken äußerte, gründete die Hahn Air GmbH & Co. KG eine Tochtergesellschaft, die SAL Airlines GmbH, mit der sie die Flugbetriebserlaubnis für die Strecke Altenburg-Braunschweig erhielt. An der SAL Airlines GmbH waren aber weder Böhme noch die SAL Luftverkehrsgesellschaft mbH beteiligt, Böhme agierte nur noch einige Monate als Coach in dieser.
1995 stellte die SAL Luftverkehrsgesellschaft mbH ihren Betrieb ein und wurde daraufhin liquidiert.
Uwe Böhme kehrte danach zu seinen Wurzeln zurück und managed heute mit A4U und Jive Talkin´ zwei Cover-Bands. Horst W. Urban ließ sich seine Anteile auszahlen.